# Ciclismo de cascalho
O ciclismo de cascalho, ciclismo gravel ou gravel, é um esporte onde os participantes pedalam de bicicleta principalmente em estradas de cascalho. Às vezes, são usadas bicicletas de cascalho especialmente projetadas; em outros casos, pode ser utilizada qualquer bicicleta capaz de percorrer o terreno.

## Corridas

### História das corridas de cascalho

#### Final do século XIX ao início do século XX
Inicialmente, a maioria das estradas não era pavimentada, então a maioria das corridas era realizada principalmente em estradas não pavimentadas/de terra/cascalho.

## Bicicletas de cascalho

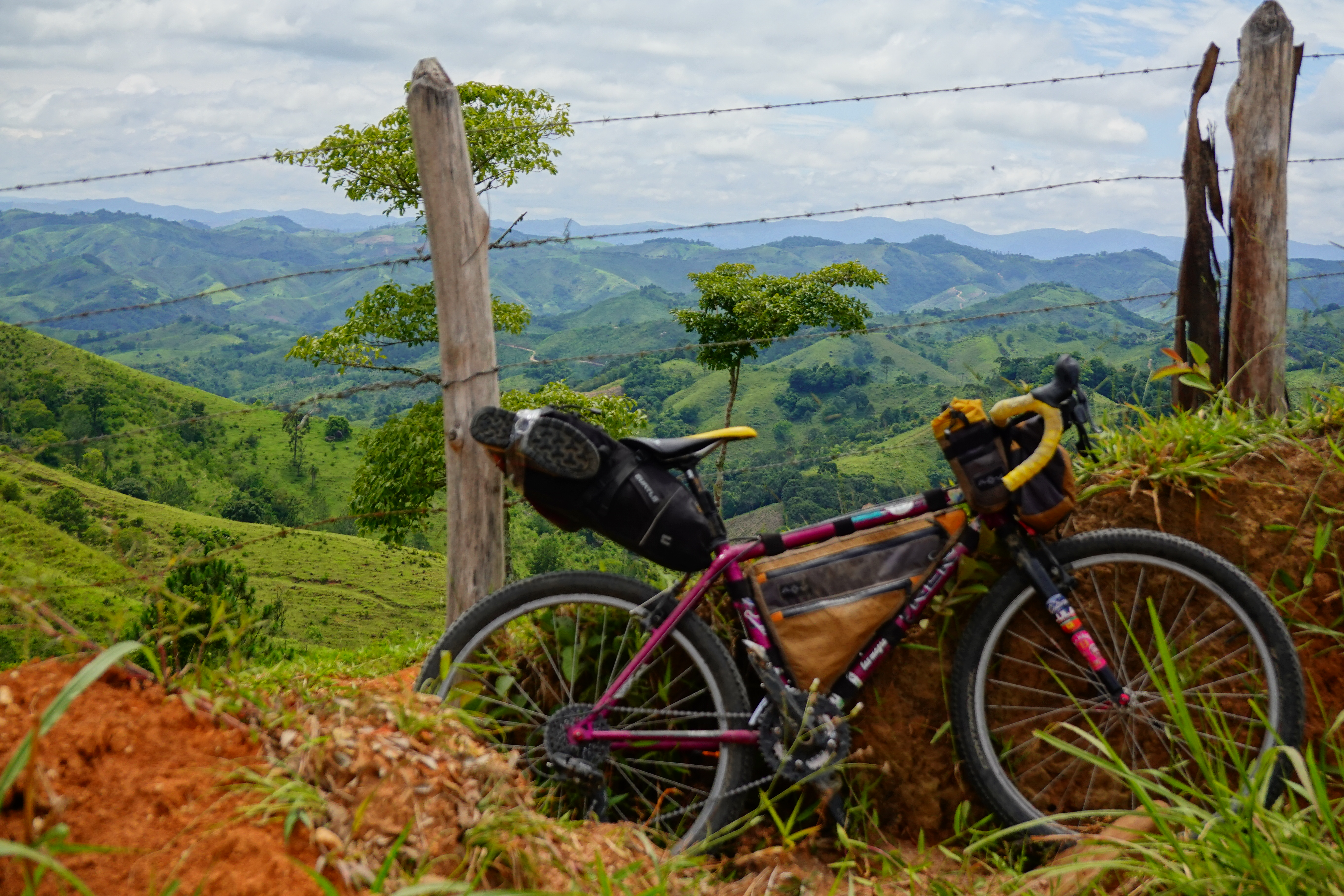
Uma bicicleta de cascalho típica num passeio de bikepacking no hoje extinto município de Açungui de Cima / PR, nos vales das nascentes do Rio Ribeira do Iguapé.

As bicicletas que os ciclistas utilizam nos brevês, corridas e passeios de cascalho podem variar bastante.
Desde a década de 2010, um tipo específico de bicicleta é comercializado como bicicleta de cascalho para cobrir tal disciplina. Conjuntos de grupos de cascalho dedicados estão disponíveis em três grandes fornecedores (Shimano, SRAM e Campagnolo). Os grupos de cascalho tendem a ter características dos grupos de MTB, como um câmbio traseiro com trava (para manter a tensão da corrente ao andar em superfícies irregulares para evitar saltos da corrente), opções de marcha mais leves (inferior a 1:1, maior rodas dentadas e/ou coroas menores, como, por exemplo, uma pedaleira supercompacta 48/32D ou 46/30D e um cassetes 11-34D ou 11-42D e uma linha de corrente lateral mais larga para compatibilidade com pneus maiores.
As bicicletas de cascalho diferem das bicicletas de estrada por ter geometria adaptada para ser mais confortável e por apresentarem um sistema de transmissão 1x. As rodas são geralmente mais largas e os garfos, o triângulo traseiro e os apoios dos assentos permitirão pneus muito mais largos para lidar com o terreno e os requisitos de condução off-road. É comum que uma bicicleta de cascalho tenha pneus de 35 a 50 milímetros (mm), em comparação com 23 a 32 mm para uma bicicleta de estrada.